# 张永仲
张永仲（1942年11月11日—2021年2月19日），越南政治人物，前副总理。

## 生平
1942年11月11日生于印度支那联邦檳椥省墥簪县平和社。1962年加入越南南方民族解放阵线，1964年加入越南南方人民革命党。1986年12月在越共六大当选为中央候补委员。1991年6月在越共七大当选为中央委员。1998年2月担任越共中央内部政治保卫部部长。2000年7月担任越共同塔省委书记。2001年4月在越共九大当选为中央书记处书记。2001年7月担任中央内政部长。2006年4月在越共十大当选为中央政治局委员、中央书记处书记。2006年6月担任越南政府副总理、中央防治贪污指导委员会副主任。2011年退休。2014年获授胡志明勳章。2021年2月19日3时25分在檳椥省墥簪县良贵镇良顺私宅逝世，享壽79歲。